# 考思隆鎮區 (阿肯色州斯科特縣)
考思隆鎮區（英語：Cauthron Township）是位於美國阿肯色州斯科特縣的一個行政鎮區。

## 地方資料
考思隆鎮區的面積為54.73平方千米，當中陸地面積為54.31平方千米，而水域面積為0.42平方千米。根據2010年美國人口普查的數據，當地共有人口160人，而人口密度為每平方千米2.92人。